# Enrique Cárdenas González
Enrique Cárdenas González (Matamoros, Tamaulipas; 4 de febrero de 1927-Ciudad Victoria, Tamaulipas; 1 de marzo de 2018) fue un político mexicano, miembro del Partido Revolucionario Institucional (PRI). Fue alcalde de Ciudad Victoria, Tamaulipas, y gobernador de Tamaulipas del 5 de febrero del año 1975 al 4 de febrero del año 1981.

## Biografía y trayectoria política
Fue hijo de Don Francisco Cárdenas y Doña Josefa González. En 1970 asume el cargo de Subsecretario Fiscal de la Secretaría de Hacienda y Crédito Público.

## Asesinato de José Francisco Ruiz Massieu
A las 9:30 a.m., del día 28 de septiembre de 1994 en la Ciudad de México es asesinado José Francisco Ruiz Massieu por un individuo joven de 28 años de edad de nombre Daniel Aguilar Treviño (originario del estado de Tamaulipas), quien venía desde atrás le dispara en el cuello. Tras dicho atentado fue trasladado a una clínica particular (llegando aún con vida), la detonación al cuello provocó una masiva pérdida de sangre causando su fallecimiento una hora después de su llegada al hospital. Aguilar Treviño fue detenido por elementos de seguridad tras una breve persecución. 
El consulado de Matamoros envía un cable indicando que la investigación ha llegado hasta Enrique Cárdenas ya que uno de los detenidos lo menciona, pero después se retracta.